# Anthonie Wurth
Anthonie Cornelis Wouter Wurth (Smallingerland, 26 de mayo de 1967) es un deportista neerlandés que compitió en judo. Ganó dos medallas en el Campeonato Europeo de Judo en los años 1989 y 1991.
Participó en los Juegos Olímpicos de Barcelona 1992, donde finalizó noveno en la categoría de –78 kg.

## Palmarés internacional
| Campeonato Europeo | Campeonato Europeo     | Campeonato Europeo | Campeonato Europeo |
| Año                | Lugar                  | Medalla            | Categoría          |
| ------------------ | ---------------------- | ------------------ | ------------------ |
| 1989               | Helsinki (Finlandia)   | Medalla de bronce  | –78 kg             |
| 1991               | Praga (Checoslovaquia) | Medalla de oro     | –78 kg             |